# Observatoř

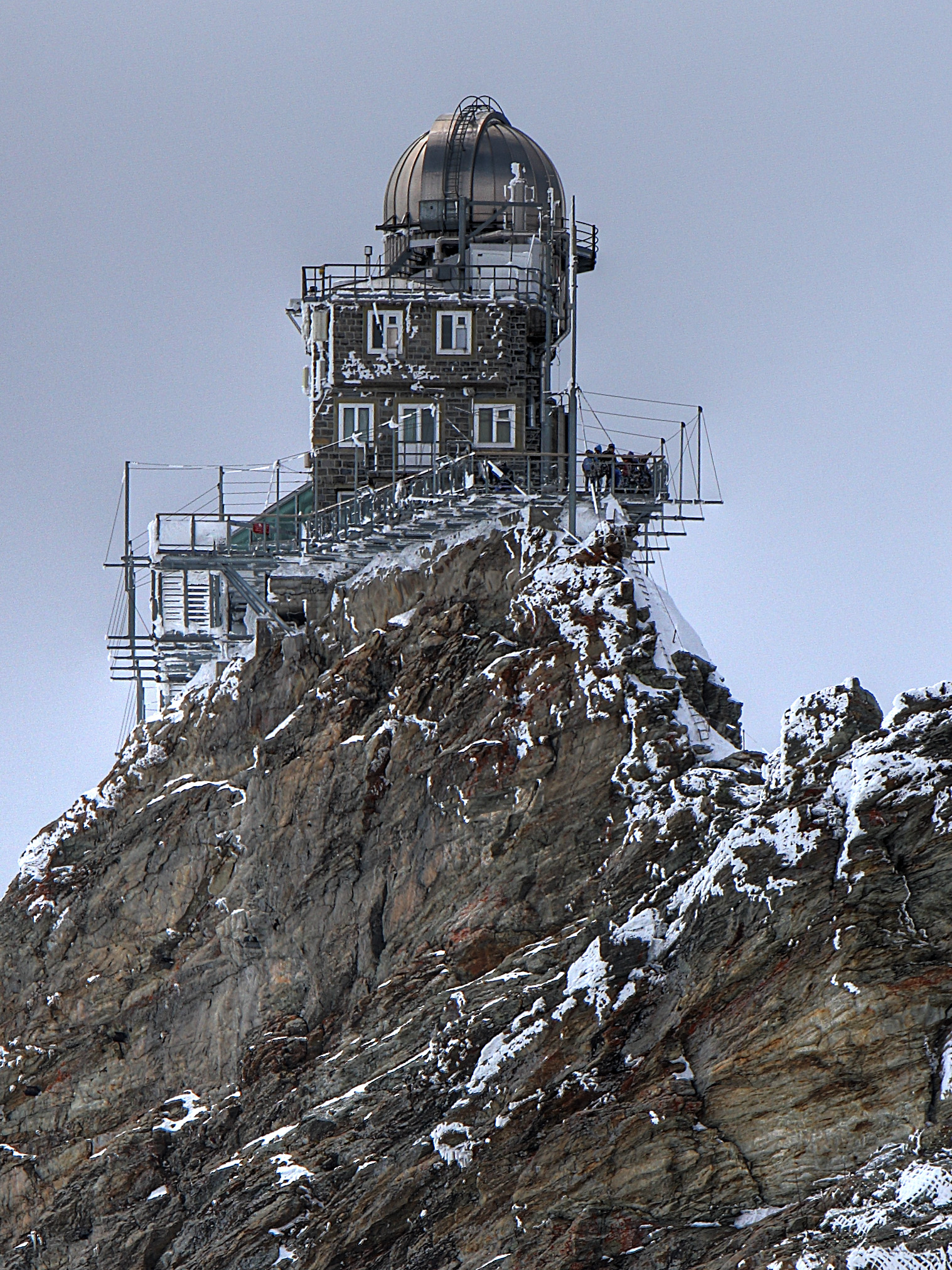
Observatoř na vrcholu Jungfraujoch ve Švýcarských Alpách

Observatoř je místo, které je využíváno pro pozorování pozemských a nebeských jevů. Mezi obory, které využívají observatoře jako nástroj svých výzkumů patří např.: astronomie, meteorologie, geologie, oceánografie nebo vulkanologie. 

## Astronomické observatoře

### Pozemní observatoře

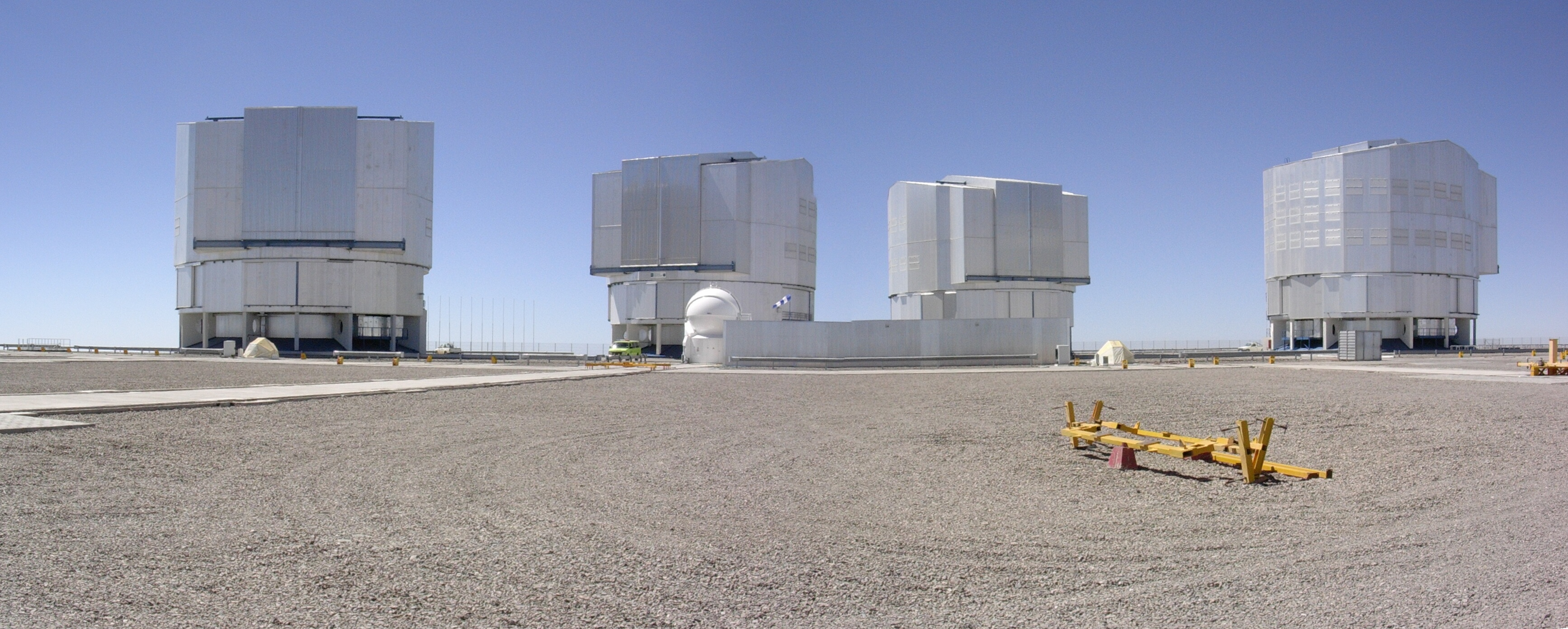
observatoř Paranal, ve které se nachází Very Large Telescope, soustava teleskopů (8,2 m v průměru)

Observatoře umístěné na zemském povrchu jsou určeny k průzkumu viditelné a radiové oblasti elektromagnetického spektra. Teleskopy bývají ukryty ve speciálních „domech“ s kupolí, aby se předešlo jejich vnějšímu poškození, neboť se většinou jedná o velice drahé přístroje. Kupole je vybavena speciální posuvnou příčkou, která se před započetím pozorování otevře a po skončení opět uzavře. V některých případech je kupolovitá část vybavena i otočným zařízením, které teleskopu umožňuje pozorovat nebe v různých směrech a úhlech.
Pozemní observatoře bývají umísťovány do co možná největších vzdáleností od městských center, aby se předešlo negativním vlivům světelného znečištění, které tato centra produkují. Vhodné místo pro stavbu observatoře by mělo mít temné nebe, vysoké procento jasných nocí během roku, čisté ovzduší bez emisí, a mělo by být položeno ve velké nadmořské výšce. Ve větších nadmořských výškách je totiž atmosféra „tenčí“, a pozorování jsou tedy méně ovlivňována vzdušnými turbulencemi. Oblasti, které dnes nejlépe splňují kritéria pro stavbu moderní observatoře, jsou: jihozápad USA, Havaj, Andské pohoří a Austrálie. Mezi největší observatoře dnes patří Mauna Kea, observatoř Roque de los Muchachos ve Španělsku, observatoř Paranal v Chile a Kitt Peak observatory v USA. Největší observatoří v oblasti rovníku je Observatorio Nacional de Llano del Hato ve Venezuele.

### Radioobservatoře
Historie radioastronomie se datuje do 30. let 20. století, kdy se začaly konstruovat první radioteleskopy. Podobně jako u observatoří s optickými teleskopy jsou radioobservatoře budovány mimo městské aglomerace, aby se předešlo nepříznivým vlivům elektromagnetického vlnění, které produkují (např. Televizí vysílání apod.). Avšak na rozdíl od „optických“ observatoří jsou radioobservatoře budovány hlavně v údolích, kde jsou okolními kopci či horami odstíněny od elektromagnetického rušení. Mezi významné radioobservatoře patří Very Large Array v Novém Mexiku, Jodrell Bank ve Velké Británii, Observatoř Arecibo na Portoriku a Parksova observatoř v Novém Jižním Walesu v Austrálii.

### Observatoře ve vesmíru

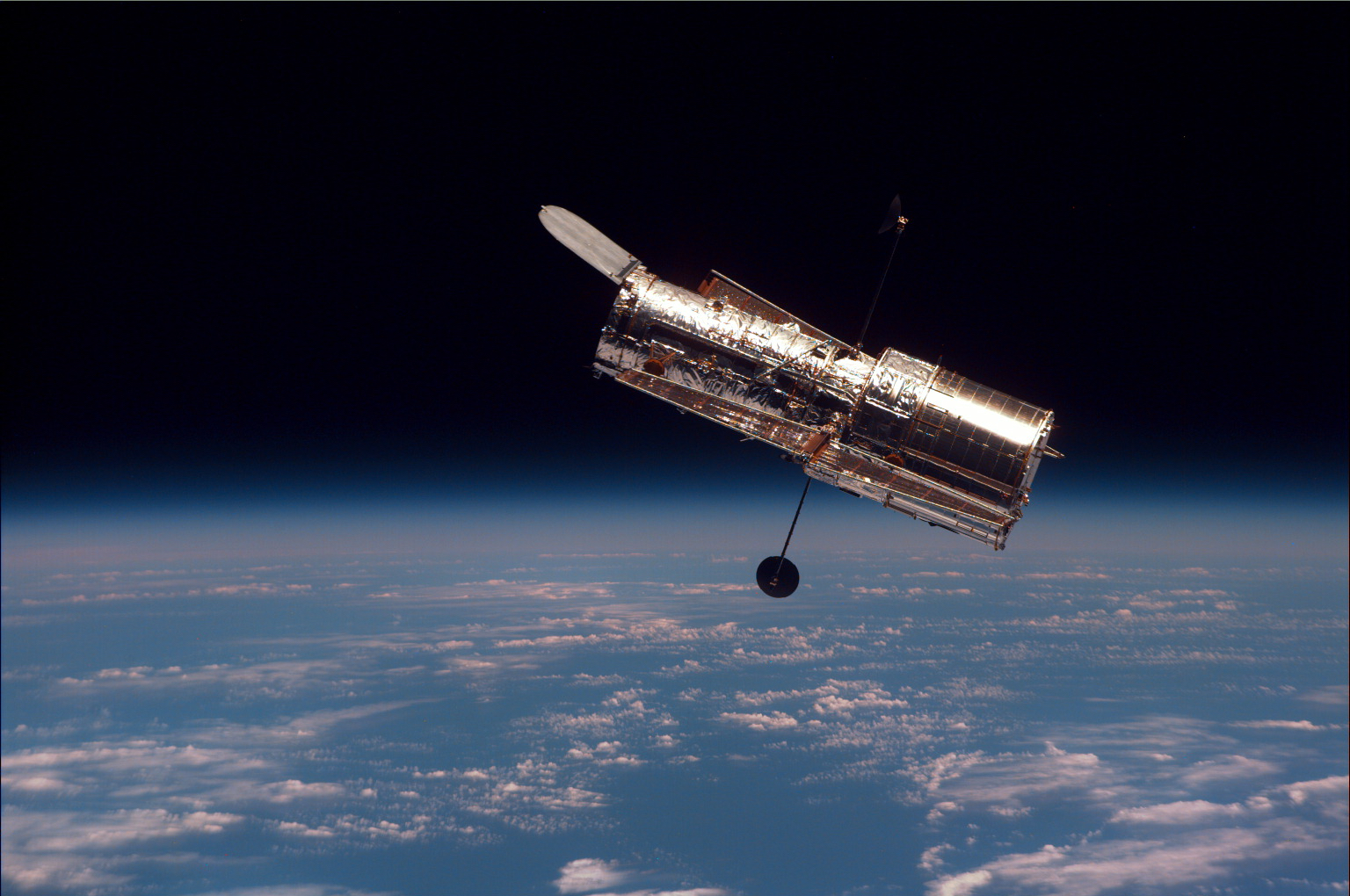
Hubbleův vesmírný teleskop

Vesmírné observatoře jsou speciální teleskopy nebo jiná zařízení, která jsou situovaná ve vesmírném prostoru. Výhodou vesmírné observatoře je její schopnost sledovat i takové vlnové délky elektromagnetického spektra, které nemohou proniknout zemskou atmosférou a nemohou být tedy pozorovány pozemskými teleskopy. Atmosféra Země totiž do značné míry pohlcuje ultrafialové záření, rentgenové záření a gama záření. Částečně také pohlcuje i infračervené záření, takže observace těchto složek elektromagnetického spektra je nejlepší provádět mimo zemskou atmosféru. Další výhodou vesmírných observatoří je jejich oproštění od negativních vlivů vzdušného proudění v atmosféře. Mezi jejich nevýhody ale patří značně vysoké náklady a z důvodu jejich umístění i velmi náročná obsluha. Nejznámějším příkladem je Hubbleův vesmírný teleskop.

### Nejstarší observatoře

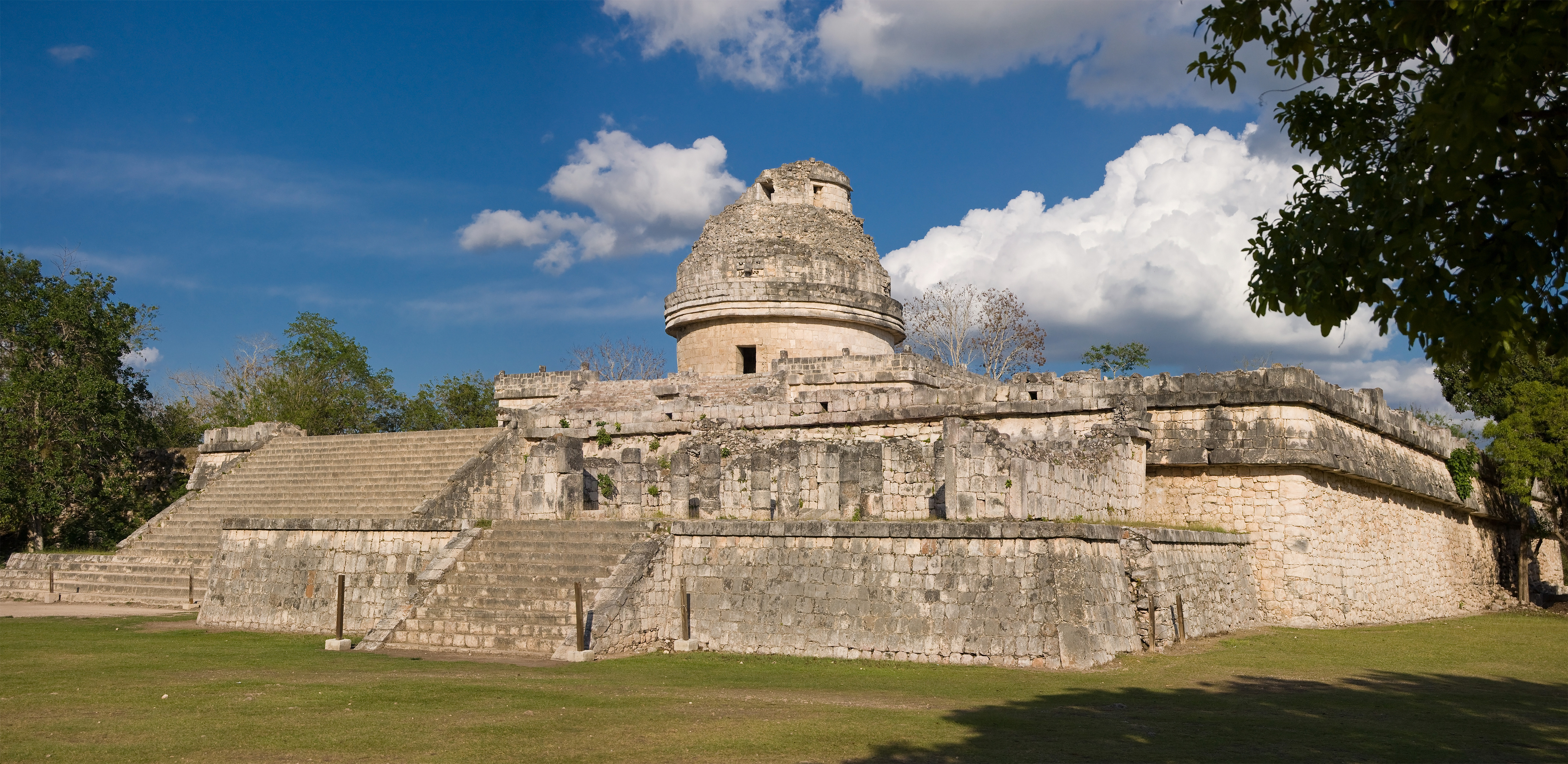
„El Caracol“ chrám používaný k astronomickým výpočtům v Chichén Itzá, Mexiko.

Mezi nejstarší observatoře patří:
- Chankillo, Peru
- Abu Simbel, Egypt
- Stonehenge, Velká Británie
- Kokino, Severní Makedonie
- Goseck circle, Německo
- Ujjain, Indie
- Arkaim, Rusko
- Cheomseongdae, Jižní Korea
- Baghdad observatory, Irák
- Ray, Írán
- Angkor Wat, Kambodža
- Maragheh observatory, Írán
- El Caracol, Mexiko

## Vulkanologické observatoře
Vulkanologická observatoř je zařízení, které zkoumá a sleduje sopečnou činnost. Existují i mobilní vulkanologické observatoře programu USGS VDAP (Volcano Disaster Assistance Program), které mohou být nasazovány v místech potřeby. Tato zařízení provádějí dlouhodobá pozorování seismické činnosti, geologických a hydrologických podmínek v období klidu, aktivity a erupce sopky. Snaží se také objasňovat, jaké jevy a geologické změny k erupci vedly. Nejstarší vulkanologickou observatoří je Osservatorio Vesuviano v Neapoli v Itálii, která byla založena roku 1841, která nyní spadá pod správu Italské vládní agentury - INGV.

## Meteorologické observatoře
Meteorologická stanice je zařízení, které zkoumá aktuální projevy, chování a stav podnebí v rámci určitého území. Je vybavena různými měřícími zařízeními jako jsou např.: Teploměr, Barometr, Anemometr, se kterými provádí měření projevů počasí jako jsou množství srážek, teplota a vlhkost vzduchu, rychlost větru aj.
Příchod telegrafu roku 1837 umožnil velice rychlý sběr meteorologických dat z širokého území. Tato data mohla být používána k vytváření map o stavech a chování atmosféry a mohlo být pozorováno, jak se její stav mění s průběhem času. Aby mohla být pravidelně vytvářena předpověď počasí, bylo nutné zbudovat širokou observační síť meteorologických stanic, která vznikla roku 1849 pod vedením Josepha Henryho v po celých Spojených státech amerických. V této době vznikaly podobné sítě i v Evropě. Během následujících padesáti let ustanovily další země své národní meteorologické ústavy např.: Finsko, Velká Británie, Indie, Austrálie aj.